# 김동진 (2003년)
김동진(2003년 7월 30일~)은 대한민국의 축구 선수로 포지션은 중앙 미드필더, 공격형 미드필더, 수비형 미드필더이며 현재 K리그1 포항 스틸러스 소속이다.

## 구단 경력
2024년, 포항 스틸러스에 입단했다.

## 수상 내역

### 대회 기록
- 제17회 1, 2학년 대학축구연맹전 백두대간기 우승: 2022[1]
- 제59회 추계대학축구연맹전 우승: 2023[1]
- 2023 한국대학축구연맹 우수선수상

### 개인
- 제59회 추계대학축구연맹전 MVP: 2023[1]
- 제22회 덴소컵 우수상: 2023[2]